# 山本侑典
山本 侑典（やまもと ゆきのり、1995年10月12日 - ）は、日本のモデル・タレント。広島県広島市出身。ネットラジオなどへの出演、スチール撮影などの活動をおこなっている。所属事務所はシンフォニア。

## 経歴
2015年　12月よりメンズユニットONNEBINE（穏便）結成。
2016年　4月ネットラジオ　ソラトニワにて「ONNEBINE BEAT」レギュラー出演。

## 人物
知名度があればなんでもできると思っているので、知名度をあげて自分のやりたいことをするため、芸能活動を開始。
現在は、ネットラジオのソラニワ「ONNEBINE　BEAT」にレギュラー出演中。